# Peter Panto

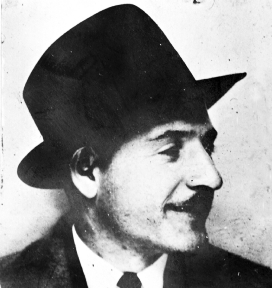
Peter Panto

Peter „Pete“ Panto (* 13. September 1910 in Brooklyn, New York City; † 14. Juli 1939 in Lyndhurst, New Jersey) war ein Gewerkschaftsaktivist und Hafenarbeiter aus New York, der sich gegen Korruption und mafiöse Strukturen in den Hafengewerkschaften einsetzte und dessen plötzliches Verschwinden 1939 starke mediale Aufmerksamkeit erzeugte.

## Mordfall Panto

### Kampf gegen Korruption
Panto hatte das Ziel, die Öffentlichkeit auf die mafiösen Zustände in der International Longshoremen’s Association, der US-amerikanischen Gewerkschaft der Stauer- und Dockarbeiter, aufmerksam zu machen und war durch sein Engagement bei den Hafenarbeitern äußerst beliebt.
Bei Versammlungen hatte er oft mehrere hundert Dockarbeiter als Zuhörer, die er mit seinen Reden erreichen und überzeugen konnte. Für das organisierte Verbrechen, das durch zahlreiche Banden die Gewerkschaften unterwandert hatte, wurde er jedoch zu einer drohenden Gefahr. Deshalb versuchte Albert Anastasia Panto zu beschwichtigen. Seine Bestechungsversuche scheiterten jedoch, weswegen Anastasia von da an den Aktivisten vehement bedrohte.

### Ermordung Pantos
Als Panto, der mittlerweile vom Brooklyner Rank-and-File Komitee der Gewerkschaft unterstützt wurde, in Reden damit drohte, Beweise für seine Anschuldigungen vorzulegen und Namen zu nennen, fällte Anastasia den Entschluss Panto ermorden zu lassen. Am 14. Juli 1939 verließ Panto nach einem Telefongespräch sein Haus und wurde von Zeugen danach nicht mehr lebend gesehen.
Panto hatte seinem Bruder zuvor gesagt, dass er sich mit zwei Gewerkschaftern treffen müsse, die er nicht ausstehen könne. Falls er bis zum nächsten Tag nicht von dem Treffen zurück sei, solle sein Bruder die Polizei informieren.
Im Januar 1941 fand man Pantos Leichnam in einer Kalkgrube.

### Möglicher Tathergang
Laut einer Aussage von Albert Tannenbaum, einem Auftragsmörder der Murder, Inc. – der zum Informanten der Behörden wurde und als Belastungszeuge gegen Mitglieder der Verbrecherorganisation in Erscheinung trat – hatte das Murder, Inc. Mitglied Emanuel Weiss, ein Handlanger von Anastasia und Louis Buchalter, bei einem Treffen folgendes behauptet: Demnach sei Panto von zwei Gewerkschaftern in das Haus von James Ferraco in Lyndhurst, New Jersey gelockt worden, in dem er selbst (Weiss), James Ferraco und Albert Anastasia gewartet hätten. Nach Betreten des Hauses habe Panto zwar Anastasia erkannt und habe versucht zu fliehen, sei jedoch von Weiss überwältigt und erwürgt worden.
Abe Reles, der wie Tannenbaum zur Murder, Inc. gehörte und dem für seine Kooperation mit der Staatsanwaltschaft ebenfalls Straflosigkeit für begangene Morde versprochen wurde, beschuldigte neben Anastasia, Weiss und Ferraco auch Tony Romanello (manchmal auch Tony Romeo oder Tony Romero) mit der Tat. Seine Aussage stimmte auch sonst nicht mit der von Tannenbaum überein. Demnach hätten Weiss, Ferraco und Romanello in einem Wagen vor Pantos Wohnung gewartet. Nach Verlassen des Hauses hätten sie ihn in ihren Wagen gezerrt. Während der Fahrt sei der Gewerkschaftsaktivist von Romanello festgehalten und von Weiss erwürgt worden. Pantos Leichnam hätten sie schließlich auf einem Grundstück von Ferraco nahe Lyndhurst verscharrt.

### Ermittlungen nach dem Leichenfund
Ab dem Leichenfund im Januar 1941 ermittelte die Staatsanwaltschaft unter William O’Dwyer gegen die Beschuldigten. Allerdings erfolgte im Mordfall Panto weder eine Verurteilung noch eine Anklage. Der Belastungszeuge Abe Reles, auf dessen Informationen Pantos Leichnam in Lyndhurst gefunden werden konnte, starb 1941 unter mysteriösen Umständen. 1942 wurde Tony Romanello verhaftet und in der Sache von den Behörden befragt. Mangels ausreichender Beweise wurde der Verdächtigte jedoch wieder freigelassen. Wenige Monate nach seiner Entlassung aus der Untersuchungshaft fand man Romanellos Leichnam am Flussufer des Brandywine Creek nahe Wilmington. Seine Leiche wies mehrere Schusswunden auf und war gezeichnet von Hämatomen. Die Staatsanwaltschaft war sich sicher, dass Romanello wegen seiner Verwicklung in den Mordfall Panto im Auftrag der anderen Tatbeteiligten gefoltert und ermordet wurde. 1944 wurden der Bandenchef Louis Buchalter und Emanuel Weiss wegen eines anderen Mordes in der Strafanstalt Sing Sing hingerichtet. James Ferraco, der wegen desselben Mordes gesucht wurde, war spurlos verschwunden. Die Staatsanwaltschaft ging davon aus, dass er wie Romanello 1940 oder 1941 vermutlich auf Anordnung von Albert Anastasia getötet wurde. Letzterer war bekannt dafür, dass er potentielle Belastungszeugen, die ihn mit einer derartigen Straftat in Verbindung bringen konnten, ermorden ließ. 1957 wurde Anastasia selbst Opfer eines Mordanschlags und in einem Friseursalon in New York erschossen.

## Theater und Film
Der Kampf Pantos gegen die Korruption und kriminellen Machenschaften der von Banden unterwanderten Gewerkschaften wurde in zahlreichen Theaterstücken und Drehbüchern verarbeitet. Arthur Millers The Hook beispielsweise blieb zwar unproduziert, floss aber später in das Filmprojekt Die Faust im Nacken (On the Waterfront) seines befreundeten Regisseurs Elia Kazan ein.